# الزون
الزون (به فرانسوی: Alzon) یک کامین در فرانسه است که در Canton of Alzon واقع شده‌است.

## خصوصیات
الزون ۲۷٫۴۸ کیلومترمربع مساحت و ۲۲۳ نفر جمعیت دارد و ۶۰۰ متر بالاتر از سطح دریا واقع شده‌است.